# Sagouem
Sagouem, également orthographié Sagouèm, est une localité située dans le département de Tougouri de la province du Namentenga dans la région Centre-Nord au Burkina Faso. 

## Économie
L'économie du village repose principalement sur l'agro-pastoralisme en particulier l'exploitation du bas-fond rizicole pour la production de riz pluvial et les cultures maraîchères.

## Éducation et santé
Le centre de soins le plus proche de Sagouem est le centre de santé et de promotion sociale (CSPS) de Tougouri tandis que le centre médical avec antenne chirurgicale (CMA) de la province se trouve à Boulsa.